# Koinare
Koinare (en búlgaro: Койна̀ре) es una ciudad de Bulgaria perteneciente al municipio de Chervén Bryag en la provincia de Pleven.

## Geografía
Se encuentra a una altitud de 84 m s. n. m. a 138 km de la capital nacional, Sofía.

## Demografía
Según estimación 2012 contaba con una población de 3 655 habitantes.
|         | 2004  | 2005  | 2006  | 2007  | 2008  | 2009  | 2010  | 2011  |
| Mujeres | 2 426 | 2 402 | 2 369 | 2 332 | 2 300 | 2 267 | 2 231 | 1 862 |
| Varones | 2 368 | 2 308 | 2 278 | 2 246 | 2 218 | 2 197 | 2 152 | 1 824 |
| Total   | 4 794 | 4 710 | 4 647 | 4 578 | 4 518 | 4 464 | 4 383 | 3 686 |